# Llista d'espècies d'aranèids (B-D)
Llista de les espècies d'aranèids per ordre alfabètic, que van de la lletra B a la D, descrites fins al 2 de novembre del 2006.
- Per a les llistes d'espècies amb les altres lletres de l'alfabet, aneu a l'article principal: Llista d'espècies d'araneids.
- Per a la llista completa de tots els gèneres vegeu l'article Llista de gèneres d'araneids.

## Gèneres i espècies

### Bertrana
Bertrana Keyserling, 1884
- Bertrana abbreviata (Keyserling, 1879) (Colòmbia)
- Bertrana arena Levi, 1989 (Costa Rica)
- Bertrana benuta Levi, 1994 (Colòmbia)
- Bertrana elinguis (Keyserling, 1883) (Ecuador, Perú, Brasil)
- Bertrana laselva Levi, 1989 (Costa Rica)
- Bertrana nancho Levi, 1989 (Perú)
- Bertrana planada Levi, 1989 (Colòmbia, Ecuador)
- Bertrana poa Levi, 1994 (Ecuador)
- Bertrana rufostriata Simon, 1893 (Veneçuela, Brasil)
- Bertrana striolata Keyserling, 1884 (Costa Rica fins a Argentina)
- Bertrana urahua Levi, 1994 (Ecuador)
- Bertrana vella Levi, 1989 (Panamà, Colòmbia)

### Caerostris
Caerostris Thorell, 1868
- Caerostris corticosa Pocock, 1902 (Sud-àfrica)
- Caerostris cowani Butler, 1882 (Madagascar)
- Caerostris ecclesiigera Butler, 1882 (Madagascar)
- Caerostris extrEUA Butler, 1882 (Madagascar)
- Caerostris hirsuta (Simon, 1895) (Madagascar)
- Caerostris indica Strand, 1915 (Myanmar)
- Caerostris mayottensis Grasshoff, 1984 (Illes Comoro)
- Caerostris mitralis (Vinson, 1863) (Central Àfrica, Madagascar)
- Caerostris sexcuspidata (Fabricius, 1793) (Àfrica, Madagascar, Illes Comoro, Aldabra)
- Caerostris sumatrana Strand, 1915 (Índia fins a la Xina, Borneo)
- Caerostris vicina (Blackwall, 1866) (Central, Àfrica Meridional)

### Carepalxis
Carepalxis L. Koch, 1872
- Carepalxis beelzebub (Hasselt, 1873) (Victòria)
- Carepalxis bilobata Keyserling, 1886 (Queensland)
- Carepalxis camelus Simon, 1895 (Paraguai, Argentina)
- Carepalxis coronata (Rainbow, 1896) (Nova Gal·les del Sud)
- Carepalxis lichensis Rainbow, 1916 (Queensland)
- Carepalxis montifera L. Koch, 1872 (Queensland)
- Carepalxis perpera (Petrunkevitch, 1911) (Mèxic)
- Carepalxis poweri Rainbow, 1916 (Nova Gal·les del Sud)
- Carepalxis salobrensis Simon, 1895 (Jamaica, Mèxic fins a Brasil)
- Carepalxis suberosa Thorell, 1881 (Nova Guinea)
- Carepalxis tricuspidata Chrysanthus, 1961 (Nova Guinea)
- Carepalxis tuberculata Keyserling, 1886 (Queensland, Nova Gal·les del Sud)

### Celaenia
Celaenia Thorell, 1868
- Celaenia atkinsoni (O. P.-Cambridge, 1879) (Austràlia, Tasmània, Nova Zelanda)
- Celaenia calotoides Rainbow, 1908 (Nova Gal·les del Sud)
- Celaenia distincta (O. P.-Cambridge, 1869) (Nova Gal·les del Sud, Tasmània)
- Celaenia dubia (O. P.-Cambridge, 1869) (Nova Gal·les del Sud, Victòria)
- Celaenia excavata (L. Koch, 1867) (Austràlia, Tasmània)
- Celaenia hectori (O. P.-Cambridge, 1879) (Nova Zelanda)
- Celaenia olivacea (Urquhart, 1885) (Nova Zelanda)
- Celaenia penna (Urquhart, 1887) (Nova Zelanda)
- Celaenia tuberosa (Urquhart, 1889) (Nova Zelanda)
- Celaenia tumidosa Urquhart, 1891 (Tasmània)
- Celaenia voraginosa Urquhart, 1891 (Tasmània)

### Cercidia
Cercidia Thorell, 1869
- Cercidia levii Marusik, 1985 (Kazakhstan)
- Cercidia prominens (Oestring, 1851) (Holàrtic)
- Cercidia punctigera Simon, 1889 (Índia)

### Chaetacis
Chaetacis Simon, 1895
- Chaetacis abrahami Mello-Leitão, 1948 (Colòmbia fins a Brasil)
- Chaetacis aureola (C. L. Koch, 1836) (Surinam fins a Paraguai)
- Chaetacis carimagua Levi, 1985 (Colòmbia, Veneçuela)
- Chaetacis cornuta (Taczanowski, 1873) (Colòmbia fins a Brasil)
- Chaetacis cucharas Levi, 1985 (Perú)
- Chaetacis incisa (Walckenaer, 1842) (Brasil)
- Chaetacis necopinata (Chickering, 1960) (Perú)
- Chaetacis osa Levi, 1985 (Costa Rica)
- Chaetacis picta (C. L. Koch, 1836) (Guyana fins a Paraguai)
- Chaetacis woytkowskii Levi, 1985 (Perú)

### Chorizopes
Chorizopes O. P.-Cambridge, 1870
- Chorizopes anjanes Tikader, 1965 (Índia)
- Chorizopes antongilensis Emerit, 1997 (Madagascar)
- Chorizopes bengalensis Tikader, 1975 (Índia, Xina)
- Chorizopes calciope (Simon, 1895) (Índia)
- Chorizopes congener O. P.-Cambridge, 1885 (Índia)
- Chorizopes dicavus Yin i cols., 1990 (Xina)
- Chorizopes frontalis O. P.-Cambridge, 1870 (Sri Lanka fins a Sumatra)
- Chorizopes goosus Yin i cols., 1990 (Xina)
- Chorizopes kastoni Gajbe & Gajbe, 2004 (Índia)
- Chorizopes khandaricus Gajbe, 2005 (Índia)
- Chorizopes khanjanes Tikader, 1965 (Índia, Xina)
- Chorizopes khedaensis Reddy & Patel, 1993 (Índia)
- Chorizopes madagascariensis Emerit, 1997 (Madagascar)
- Chorizopes mucronatus Simon, 1895 (Sri Lanka)
- Chorizopes nipponicus Yaginuma, 1963 (Xina, Corea, Japó)
- Chorizopes orientalis Simon, 1909 (Vietnam)
- Chorizopes pateli Reddy & Patel, 1993 (Índia)
- Chorizopes shimenensis Yin & Peng, 1994 (Xina)
- Chorizopes stoliczkae O. P.-Cambridge, 1885 (Índia)
- Chorizopes tikaderi Sadana & Kaur, 1974 (Índia)
- Chorizopes trimamillatus Schenkel, 1963 (Xina)
- Chorizopes tumens Yin i cols., 1990 (Xina)
- Chorizopes wulingensis Yin, Wang & Xie, 1994 (Xina)
- Chorizopes zepherus Zhu & Song, 1994 (Xina)

### Cladomelea
Cladomelea Simon, 1895
- Cladomelea akermani Hewitt, 1923 (Sud-àfrica)
- Cladomelea debeeri Roff & Dippenaar-Schoeman, 2004 (Sud-àfrica)
- Cladomelea longipes (O. P.-Cambridge, 1877) (Congo)
- Cladomelea ornata Hirst, 1907 (Central Àfrica)

### Cnodalia
Cnodalia Thorell, 1890
- Cnodalia harpax Thorell, 1890 (Sumatra)

### Coelossia
Coelossia Simon, 1895
- Coelossia aciculata Simon, 1895 (Sierra Leone)
- Coelossia trituberculata Simon, 1903 (Maurici, Madagascar)

### Colaranea
Colaranea Court & Forster, 1988
- Colaranea brunnea Court & Forster, 1988 (Nova Zelanda)
- Colaranea melanoviridis Court & Forster, 1988 (Nova Zelanda)
- Colaranea verutum (Urquhart, 1887) (Nova Zelanda)
- Colaranea viriditas (Urquhart, 1887) (Nova Zelanda)

### Collina
Collina Urquhart, 1891
- Collina glabicira Urquhart, 1891 (Tasmània)

### Colphepeira
Colphepeira Archer, 1941
- Colphepeira catawba (Banks, 1911) (EUA, Mèxic)

### Cryptaranea
Cryptaranea Court & Forster, 1988
- Cryptaranea albolineata (Urquhart, 1893) (Nova Zelanda)
- Cryptaranea atrihastula (Urquhart, 1891) (Nova Zelanda)
- Cryptaranea invisibilis (Urquhart, 1892) (Nova Zelanda)
- Cryptaranea stewartensis Court & Forster, 1988 (Nova Zelanda)
- Cryptaranea subalpina Court & Forster, 1988 (Nova Zelanda)
- Cryptaranea subcompta (Urquhart, 1887) (Nova Zelanda)
- Cryptaranea venustula (Urquhart, 1891) (Nova Zelanda)

### Cyclosa
Cyclosa Menge, 1866
- Cyclosa alayoni Levi, 1999 (Cuba)
- Cyclosa alba Tanikawa, 1992 (Japó)
- Cyclosa albisternis Simon, 1887 (Índia, Illes Andaman, Hawaii)
- Cyclosa albopunctata Kulczyn'ski, 1901 (Àfrica, Nova Guinea, Nova Caledònia)
- Cyclosa algerica Simon, 1885 (Mediterrani)
- Cyclosa andinas Levi, 1999 (Colòmbia, Ecuador)
- Cyclosa angusta Tanikawa, 1992 (Japó)
- Cyclosa argentata Tanikawa & Ono, 1993 (Taiwan)
- Cyclosa argenteoalba B?senberg & Strand, 1906 (Rússia, Xina, Corea, Taiwan, Japó)
- Cyclosa atrata B?senberg & Strand, 1906 (Rússia, Xina, Corea, Japó)
- Cyclosa baakea Barrion & Litsinger, 1995 (Filipines)
- Cyclosa bacilliformis Simon, 1908 (Oest d'Austràlia)
- Cyclosa baloghi Kolosv?ry, 1934 (Hongria)
- Cyclosa banawensis Barrion & Litsinger, 1995 (Filipines)
- Cyclosa berlandi Levi, 1999 (EUA, Hispaniola fins a Ecuador)
- Cyclosa bianchoria Yin i cols., 1990 (Xina)
- Cyclosa bifida (Doleschall, 1859) (Índia fins a les Filipines, Nova Guinea)
- Cyclosa bifurcata (Walckenaer, 1842) (Costa Rica, Hispaniola fins a Argentina)
- Cyclosa bituberculata Biswas & Raychaudhuri, 1998 (Bangladesh)
- Cyclosa bulleri (Thorell, 1881) (Nova Guinea)
- Cyclosa cajamarca Levi, 1999 (Perú)
- Cyclosa caligata (Thorell, 1890) (Sumatra)
- Cyclosa camargoi Levi, 1999 (Brasil)
- Cyclosa camelodes (Thorell, 1878) (Nova Guinea)
- Cyclosa caroli (Hentz, 1850) (EUA, Índies Occidentals fins a Bolívia)
- Cyclosa centrifaciens Hingston, 1927 (Myanmar)
- Cyclosa centrodes (Thorell, 1887) (Índia fins a Singapur)
- Cyclosa cephalodina Song & Liu, 1996 (Xina)
- Cyclosa chichawatniensis Mukhtar & Mushtaq, 2005 (Pakistan)
- Cyclosa circumlucens Simon, 1907 (Guinea-Bissau, São Tom?)
- Cyclosa concolor Caporiacco, 1933 (Líbia)
- Cyclosa confraga (Thorell, 1892) (Índia, Bangladesh fins a Malàisia)
- Cyclosa confEUA B?senberg & Strand, 1906 (Xina, Corea, Taiwan, Japó)
- Cyclosa conica (Pallas, 1772) (Holàrtic)
  - Cyclosa conica albifoliata Strand, 1907 (França)
  - Cyclosa conica defoliata Strand, 1907 (Europa central)
  - Cyclosa conica dimidiata Simon, 1929 (França)
  - Cyclosa conica leucomelas Strand, 1907 (Europa central)
  - Cyclosa conica pyrenaica Strand, 1907 (França)
  - Cyclosa conica zamezai Franganillo, 1909 (Portugal)
- Cyclosa conigera F. O. P.-Cambridge, 1904 (Mèxic fins a Hondures)
- Cyclosa coylei Levi, 1999 (Mèxic, Guatemala)
- Cyclosa cucurbitoria (Yin i cols., 1990) (Xina)
- Cyclosa cucurbitula Simon, 1900 (Hawaii)
- Cyclosa curiraba Levi, 1999 (Bolívia)
- Cyclosa cylindrata Yin, Zhu & Wang, 1995 (Xina)
- Cyclosa cylindrifaciens Hingston, 1927 (Myanmar)
- Cyclosa damingensis Xie, Yin & Kim, 1995 (Xina)
- Cyclosa deserticola Levy, 1998 (Egipte, Israel)
- Cyclosa dianasilvae Levi, 1999 (Ecuador, Perú)
- Cyclosa diversa (O. P.-Cambridge, 1894) (Mèxic, Cuba fins a Argentina)
- Cyclosa dives Simon, 1877 (Xina, Filipines)
- Cyclosa donking Levi, 1999 (Bolívia)
- Cyclosa dosbukolea Barrion & Litsinger, 1995 (Filipines)
- Cyclosa durango Levi, 1999 (Mèxic)
- Cyclosa elongata Biswas & Raychaudhuri, 1998 (Bangladesh)
- Cyclosa espumoso Levi, 1999 (Brasil)
- Cyclosa fililineata Hingston, 1932 (Panamà fins a Argentina)
- Cyclosa formosa Karsch, 1879 (Àfrica Occidental)
- Cyclosa formosana Tanikawa & Ono, 1993 (Taiwan)
- Cyclosa fuliginata (L. Koch, 1871) (Nova Gal·les del Sud, Victòria)
- Cyclosa ginnaga Yaginuma, 1959 (Xina, Corea, Taiwan, Japó)
- Cyclosa groppalii Pesarini, 1998 (Illes Balears)
- Cyclosa gulinensis Xie, Yin & Kim, 1995 (Xina)
- Cyclosa haiti Levi, 1999 (Hispaniola, Jamaica, Illes Mona)
- Cyclosa hamulata Tanikawa, 1992 (Rússia, Japó)
- Cyclosa hexatuberculata Tikader, 1982 (Índia, Pakistan)
- Cyclosa hova Strand, 1907 (Madagascar)
- Cyclosa huila Levi, 1999 (Colòmbia)
- Cyclosa imias Levi, 1999 (Cuba)
- Cyclosa inca Levi, 1999 (Colòmbia fins a Argentina)
- Cyclosa informis Yin, Zhu & Wang, 1995 (Xina)
- Cyclosa insulana (Costa, 1834) (Mediterrani fins a les Filipines, Austràlia)
- Cyclosa ipilea Barrion & Litsinger, 1995 (Filipines)
- Cyclosa jalapa Levi, 1999 (Mèxic)
- Cyclosa japonica B?senberg & Strand, 1906 (Rússia, Xina, Corea, Taiwan, Japó)
- Cyclosa jose Levi, 1999 (Costa Rica)
- Cyclosa kashmirica Caporiacco, 1934 (Karakorum)
- Cyclosa kibonotensis Tullgren, 1910 (Àfrica Oriental)
- Cyclosa koi Tanikawa & Ono, 1993 (Taiwan)
- Cyclosa krEUA Barrion & Litsinger, 1995 (Pakistan, Filipines)
- Cyclosa kumadai Tanikawa, 1992 (Corea, Japó)
- Cyclosa laticauda B?senberg & Strand, 1906 (Xina, Corea, Taiwan, Japó)
- Cyclosa lawrencei Caporiacco, 1949 (Kenya)
- Cyclosa libertad Levi, 1999 (Ecuador, Perú)
- Cyclosa litoralis (L. Koch, 1867) (Samoa, Fiji, Tahití)
- Cyclosa longicauda (Taczanowski, 1878) (Colòmbia fins a Argentina)
- Cyclosa maTxadinho Levi, 1999 (Brasil, Argentina)
- Cyclosa maderiana Kulczyn'ski, 1899 (Madeira, Illes Canàries)
- Cyclosa maritima Tanikawa, 1992 (Japó)
- Cyclosa mavaca Levi, 1999 (Colòmbia, Veneçuela)
- Cyclosa meruensis Tullgren, 1910 (Àfrica Oriental)
- Cyclosa micula (Thorell, 1892) (Índia, Singapur)
- Cyclosa minora Yin, Zhu & Wang, 1995 (Xina)
- Cyclosa mocoa Levi, 1999 (Colòmbia)
- Cyclosa mohini Dyal, 1935 (Pakistan)
- Cyclosa monteverde Levi, 1999 (Costa Rica, Panamà)
- Cyclosa monticola B?senberg & Strand, 1906 (Rússia, Xina, Corea, Taiwan, Japó)
- Cyclosa moonduensis Tikader, 1963 (Índia)
- Cyclosa morretes Levi, 1999 (Brasil)
- Cyclosa mulmeinensis (Thorell, 1887) (Àfrica fins al Japó, Filipines)
- Cyclosa neilensis Tikader, 1977 (Illes Andaman)
- Cyclosa nevada Levi, 1999 (Colòmbia)
- Cyclosa nigra Yin i cols., 1990 (Xina)
- Cyclosa nodosa (O. P.-Cambridge, 1889) (Guatemala fins a Costa Rica)
- Cyclosa norihisai Tanikawa, 1992 (Xina, Japó)
- Cyclosa oatesi (Thorell, 1892) (Illes Andaman)
- Cyclosa octotuberculata Karsch, 1879 (Xina, Corea, Taiwan, Japó)
- Cyclosa oculata (Walckenaer, 1802) (Paleàrtic)
- Cyclosa ojeda Levi, 1999 (Cura?ao)
- Cyclosa okumae Tanikawa, 1992 (Corea, Japó)
- Cyclosa olivenca Levi, 1999 (Brasil)
- Cyclosa olorina Simon, 1900 (Hawaii)
- Cyclosa omonaga Tanikawa, 1992 (Corea, Taiwan, Japó)
- Cyclosa onoi Tanikawa, 1992 (Xina, Japó)
- Cyclosa oseret Levi, 1999 (Brasil)
- Cyclosa otsomarka Barrion & Litsinger, 1995 (Filipines)
- Cyclosa pantanal Levi, 1999 (Brasil)
- Cyclosa parangmulmeinensis Barrion & Litsinger, 1995 (Filipines)
- Cyclosa parangtarugoa Barrion & Litsinger, 1995 (Filipines)
- Cyclosa paupercula Simon, 1893 (Borneo)
- Cyclosa pedropalo Levi, 1999 (Colòmbia)
- Cyclosa pellaxoides Roewer, 1955 (Singapur)
- Cyclosa pentatuberculata Yin, Zhu & Wang, 1995 (Xina)
- Cyclosa perkinsi Simon, 1900 (Hawaii)
- Cyclosa picchu Levi, 1999 (Perú)
- Cyclosa pichilinque Levi, 1999 (Mèxic)
- Cyclosa pseudoculata Schenkel, 1936 (Xina)
- Cyclosa psylla (Thorell, 1887) (Myanmar, Japó)
- Cyclosa punctata Keyserling, 1879 (Brasil)
- Cyclosa punjabiensis Ghafoor & Beg, 2002 (Pakistan)
- Cyclosa pusilla Simon, 1880 (Nova Caledònia)
- Cyclosa quavansea Roberts, 1983 (Aldabra)
- Cyclosa quinqueguttata (Thorell, 1881) (Índia, Bhutan, Myanmar, Xina, Taiwan)
- Cyclosa rainbowi Roewer, 1955 (Austràlia)
- Cyclosa rhombocephala (Thorell, 1881) (Queensland)
- Cyclosa rubronigra Caporiacco, 1947 (Costa Rica fins a Brasil)
- Cyclosa sachikoae Tanikawa, 1992 (Japó)
- Cyclosa saismarka Barrion & Litsinger, 1995 (Pakistan, Filipines)
- Cyclosa sanctibenedicti (Vinson, 1863) (Madagascar, R?union)
- Cyclosa santafe Levi, 1999 (Colòmbia)
- Cyclosa sedeculata Karsch, 1879 (Xina, Corea, Japó)
- Cyclosa senticauda Zhu & Wang, 1994 (Xina)
- Cyclosa serena Levi, 1999 (Xile, Argentina)
- Cyclosa seriata (Thorell, 1881) (Java)
- Cyclosa shinoharai Tanikawa & Ono, 1993 (Taiwan)
- Cyclosa sierrae Simon, 1870 (Europa fins a Geòrgia)
- Cyclosa simoni Tikader, 1982 (Índia)
- Cyclosa simplicicauda Simon, 1900 (Hawaii)
  - Cyclosa simplicicauda rufescens Simon, 1900 (Hawaii)
- Cyclosa spirifera Simon, 1889 (Índia, Pakistan)
- Cyclosa strandi Kolosv?ry, 1934 (Balcans)
- Cyclosa tamanaco Levi, 1999 (Trinidad)
- Cyclosa tapetifaciens Hingston, 1932 (Panamà fins a Argentina)
- Cyclosa tardipes (Thorell, 1895) (Myanmar)
  - Cyclosa tardipes ignava (Thorell, 1895) (Myanmar)
- Cyclosa tauraai Berland, 1933 (Illes Marqueses)
- Cyclosa teresa Levi, 1999 (Brasil)
- Cyclosa tricolor (Leardi, 1902) (Filipines)
- Cyclosa trilobata (Urquhart, 1885) (Austràlia, Tasmània, Nova Zelanda)
- Cyclosa tripartita Tullgren, 1910 (Àfrica Oriental)
- Cyclosa triquetra Simon, 1895 (Mèxic, Índies Occidentals fins a Perú)
- Cyclosa tropica Biswas & Raychaudhuri, 1998 (Bangladesh)
- Cyclosa tuberascens Simon, 1906 (Índia)
- Cyclosa turbinata (Walckenaer, 1842) (EUA fins a Panamà, Índies Occidentals, Illes Galápagos, Hawaii)
- Cyclosa turvo Levi, 1999 (Brasil)
- Cyclosa vallata (Keyserling, 1886) (Corea, Taiwan, Japó fins a Austràlia)
- Cyclosa vicente Levi, 1999 (Brasil, Argentina)
- Cyclosa vieirae Levi, 1999 (Perú, Brasil)
- Cyclosa walckenaeri (O. P.-Cambridge, 1889) (EUA fins a Guyana, Índies Occidentals)
- Cyclosa xanthomelas Simon, 1900 (Hawaii)
- Cyclosa yaginumai Biswas & Raychaudhuri, 1998 (Bangladesh)
- Cyclosa zhangmuensis Hu & Li, 1987 (Xina)

### Cyphalonotus
Cyphalonotus Simon, 1895
- Cyphalonotus assuliformis Simon, 1909 (Vietnam)
- Cyphalonotus benoiti Archer, 1965 (Congo)
- Cyphalonotus columnifer Simon, 1903 (Madagascar)
- Cyphalonotus elongatus Yin, Peng & Wang, 1994 (Xina)
- Cyphalonotus larvatus (Simon, 1881) (Congo, Àfrica Oriental)
- Cyphalonotus sumatranus Simon, 1899 (Sumatra)

### Cyrtarachne
Cyrtarachne Thorell, 1868
- Cyrtarachne avimerdaria Tikader, 1963 (Índia)
- Cyrtarachne bengalensis Tikader, 1961 (Índia, Xina)
- Cyrtarachne bicolor Thorell, 1898 (Myanmar)
- Cyrtarachne bigibbosa Simon, 1907 (São Tom?, Bioko)
- Cyrtarachne bilunulata Thorell, 1899 (Camerun)
- Cyrtarachne biswamoyi Tikader, 1961 (Índia)
- Cyrtarachne bufo (B?senberg & Strand, 1906) (Xina, Corea, Japó)
- Cyrtarachne cingulata Thorell, 1895 (Myanmar)
- Cyrtarachne conica O. P.-Cambridge, 1901 (Malàisia)
- Cyrtarachne dimidiata Thorell, 1895 (Myanmar)
- Cyrtarachne fangchengensis Yin & Zhao, 1994 (Xina)
- Cyrtarachne finniganae Lessert, 1936 (Mozambique)
- Cyrtarachne flavopicta Thorell, 1899 (Camerun, Equatorial Guinea)
- Cyrtarachne friederici Strand, 1911 (Nova Guinea)
- Cyrtarachne gibbifera Simon, 1899 (Sumatra)
- Cyrtarachne gilva Yin & Zhao, 1994 (Xina)
- Cyrtarachne gravelyi Tikader, 1961 (Índia)
- Cyrtarachne grubei (Keyserling, 1864) (Maurici)
- Cyrtarachne guttigera Simon, 1909 (Vietnam)
- Cyrtarachne heminaria Simon, 1909 (Vietnam)
- Cyrtarachne histrionica Thorell, 1898 (Myanmar)
- Cyrtarachne hubeiensis Yin & Zhao, 1994 (Xina)
- Cyrtarachne ignava Thorell, 1895 (Myanmar)
- Cyrtarachne inaequalis Thorell, 1895 (Índia fins al Japó)
- Cyrtarachne invenusta Thorell, 1891 (Illes Nicobar)
- Cyrtarachne ixoides (Simon, 1870) (Mediterrani fins a Geòrgia, Madagascar)
- Cyrtarachne lactea Pocock, 1898 (Àfrica Oriental)
- Cyrtarachne laevis Thorell, 1877 (Sumatra, Flores, Sulawesi)
- Cyrtarachne latifrons Hogg, 1900 (Victòria)
  - Cyrtarachne latifrons atuberculata Hogg, 1900 (Victòria)
- Cyrtarachne lepida Thorell, 1890 (Sumatra)
- Cyrtarachne madagascariensis Emerit, 2000 (Madagascar)
- Cyrtarachne melanoleuca Ono, 1995 (Tailàndia)
- Cyrtarachne melanosticta Thorell, 1895 (Myanmar)
- Cyrtarachne menghaiensis Yin, Peng & Wang, 1994 (Xina)
- Cyrtarachne nagasakiensis Strand, 1918 (Xina, Corea, Japó)
- Cyrtarachne nodosa Thorell, 1899 (Camerun, Bioko)
- Cyrtarachne pallida O. P.-Cambridge, 1885 (Yarkand)
- Cyrtarachne perspicillata (Doleschall, 1859) (Sri Lanka, Sumatra, Java, Nova Guinea)
  - Cyrtarachne perspicillata possoica Merian, 1911 (Sulawesi)
- Cyrtarachne promilai Tikader, 1963 (Índia)
- Cyrtarachne raniceps Pocock, 1900 (Índia, Sri Lanka)
- Cyrtarachne rubicunda L. Koch, 1871 (Nova Gal·les del Sud)
- Cyrtarachne schmidi Tikader, 1963 (Índia)
- Cyrtarachne simplex (Karsch, 1878) (Nova Gal·les del Sud)
- Cyrtarachne sinicola Strand, 1942 (Xina)
- Cyrtarachne sundari Tikader, 1963 (Índia)
- Cyrtarachne szetschuanensis Schenkel, 1963 (Xina)
- Cyrtarachne termitophila Lawrence, 1952 (Congo)
- Cyrtarachne tricolor (Doleschall, 1859) (Moluques fins a Austràlia)
  - Cyrtarachne tricolor aruana Strand, 1911 (Illes Aru)
- Cyrtarachne tuladepilachna Barrion & Litsinger, 1995 (Filipines)
- Cyrtarachne xanthopyga Kulczyn'ski, 1911 (Nova Guinea)
- Cyrtarachne yunoharuensis Strand, 1918 (Xina, Corea, Japó)

### Cyrtophora
Cyrtophora Simon, 1864
- Cyrtophora acrobalia (Thorell, 1895) (Myanmar)
- Cyrtophora admiralia Strand, 1913 (Illes Admiralty)
- Cyrtophora beccarii (Thorell, 1878) (Malàisia fins a Nova Guinea)
- Cyrtophora bicauda (Saito, 1933) (Taiwan)
- Cyrtophora bidenta Tikader, 1970 (Índia)
- Cyrtophora caudata B?senberg & Lenz, 1895 (Àfrica Oriental)
- Cyrtophora cephalotes Simon, 1877 (Filipines)
- Cyrtophora cicatrosa (Stoliczka, 1869) (Pakistan fins a Nova Guinea)
- Cyrtophora citricola (Forsk?l, 1775) (Old World, Hispaniola, Colòmbia)
  - Cyrtophora citricola abessinensis Strand, 1906 (Etiòpia)
  - Cyrtophora citricola lurida Karsch, 1879 (Àfrica Occidental)
  - Cyrtophora citricola minahassae Merian, 1911 (Sulawesi)
- Cyrtophora cordiformis (L. Koch, 1871) (Nova Guinea, Queensland, Illa Lord Howe)
- Cyrtophora cylindroides (Walckenaer, 1842) (Xina fins a Austràlia)
  - Cyrtophora cylindroides scalaris Strand, 1915 (New Bretanya)
- Cyrtophora diazoma (Thorell, 1890) (Sumatra)
- Cyrtophora doriae (Thorell, 1881) (Nova Guinea, Illes Bismarck)
- Cyrtophora eczematica (Thorell, 1892) (Malàisia, Java, Sulawesi, Nova Guinea)
- Cyrtophora exanthematica (Doleschall, 1859) (Myanmar fins a les Filipines, Nova Guinea)
- Cyrtophora feai (Thorell, 1887) (Índia fins a Myanmar)
- Cyrtophora forbesi (Thorell, 1890) (Sumatra)
- Cyrtophora gemmosa Thorell, 1899 (Camerun)
- Cyrtophora guangxiensis Yin i cols., 1990 (Xina)
- Cyrtophora hainanensis Yin i cols., 1990 (Xina)
- Cyrtophora hirta L. Koch, 1872 (Queensland)
- Cyrtophora jabalpurensis Gajbe & Gajbe, 1999 (Índia)
- Cyrtophora koronadalensis Barrion & Litsinger, 1995 (Filipines)
- Cyrtophora ksudra Sherriffs, 1928 (Índia)
- Cyrtophora lacunaris Yin i cols., 1990 (Xina)
- Cyrtophora lahirii Biswas & Raychaudhuri, 2004 (Bangladesh)
- Cyrtophora larinioides Simon, 1895 (Camerun)
- Cyrtophora leucopicta (Urquhart, 1890) (Fiji)
- Cyrtophora limbata (Thorell, 1898) (Myanmar)
- Cyrtophora lineata Kulczyn'ski, 1910 (Illes Solomon, Illes Bismarck)
- Cyrtophora moluccensis (Doleschall, 1857) (Índia fins al Japó, Austràlia)
  - Cyrtophora moluccensis albidinota Strand, 1911 (Illes Carolines, Palau, Yap)
  - Cyrtophora moluccensis bukae Strand, 1911 (Illes Solomon)
  - Cyrtophora moluccensis cupidinea Thorell, 1875 (Nova Caledònia)
  - Cyrtophora moluccensis margaritacea (Doleschall, 1859) (Java)
  - Cyrtophora moluccensis rubicundinota Strand, 1911 (Illes Keule, prop de Nova Guinea)
- Cyrtophora monulfi Chrysanthus, 1960 (Nova Guinea)
- Cyrtophora nareshi Biswas & Raychaudhuri, 2004 (Bangladesh)
- Cyrtophora parangexanthematica Barrion & Litsinger, 1995 (Filipines)
- Cyrtophora parnÀsia L. Koch, 1872 (Austràlia, Tasmània)
- Cyrtophora petersi Karsch, 1878 (Mozambique)
- Cyrtophora subacalypha (Simon, 1882) (Iemen)
- Cyrtophora unicolor (Doleschall, 1857) (Sri Lanka fins a les Filipines, Austràlia)

### Deione
Deione Thorell, 1898
- Deione thoracica Thorell, 1898 (Myanmar)

### Dolophones
Dolophones Walckenaer, 1837
- Dolophones bituberculata Lamb, 1911 (Queensland)
- Dolophones clypeata (L. Koch, 1871) (Moluques, Austràlia)
- Dolophones conifera (Keyserling, 1886) (Austràlia)
- Dolophones elfordi Dunn & Dunn, 1946 (Victòria)
- Dolophones intricata Rainbow, 1915 (Sud d'Austràlia)
- Dolophones macleayi (Bradley, 1876) (Queensland)
- Dolophones mammeata (Keyserling, 1886) (Austràlia)
- Dolophones maxima Hogg, 1900 (Victòria)
- Dolophones nasalis (Butler, 1876) (Queensland)
- Dolophones notacantha (Quoy & Gaimarg, 1824) (Nova Gal·les del Sud)
- Dolophones peltata (Keyserling, 1886) (Austràlia, Illa Lord Howe)
- Dolophones pilosa (Keyserling, 1886) (Austràlia)
- Dolophones simpla (Keyserling, 1886) (Nova Gal·les del Sud)
- Dolophones testudinea (L. Koch, 1871) (Austràlia, Nova Caledònia)
- Dolophones thomisoides Rainbow, 1915 (Sud d'Austràlia)
- Dolophones tuberculata (Keyserling, 1886) (Nova Gal·les del Sud)
- Dolophones turrigera (L. Koch, 1867) (Queensland, Nova Gal·les del Sud)

### Dubiepeira
Dubiepeira Levi, 1991
- Dubiepeira amablemaria Levi, 1991 (Perú)
- Dubiepeira amacayacu Levi, 1991 (Colòmbia, Perú, Brasil)
- Dubiepeira dubitata (Soares & Camargo, 1948) (Veneçuela fins a Brasil)
- Dubiepeira lamolina Levi, 1991 (Ecuador, Perú)
- Dubiepeira neptunina (Mello-Leitão, 1948) (Colòmbia, Perú, Guyana)